# Charmensac
Charmensac (en occità i francès) és un municipi francès situat al departament de Cantal i a la regió d'Alvèrnia-Roine-Alps. L'any 2007 tenia 97 habitants.

## Demografia
El 2007 tenia 97 habitants. i hi havia 64 cases, 44 habitatges principals, dotze segones residències i vuit estaven desocupats.

## Economia
El 2007 la població en edat de treballar era de 65 persones, 47 eren actives i 18 eren inactives. Hi havia tres empreses de construcció i un restaurant. L'any 2000 a Charmensac hi havia 20 explotacions agrícoles que conreaven un total de 1.155 hectàrees.

## Llocs d'interés
- Església de Saint-Cyr-et-Sainte-Juliette.
- Capella «au Bru» del segle xiv.
- Ruïnes del castell de Charmensac.
- Forns comuns de Charmensac, La Pironnet i La Sagne
- Cova del Cuze

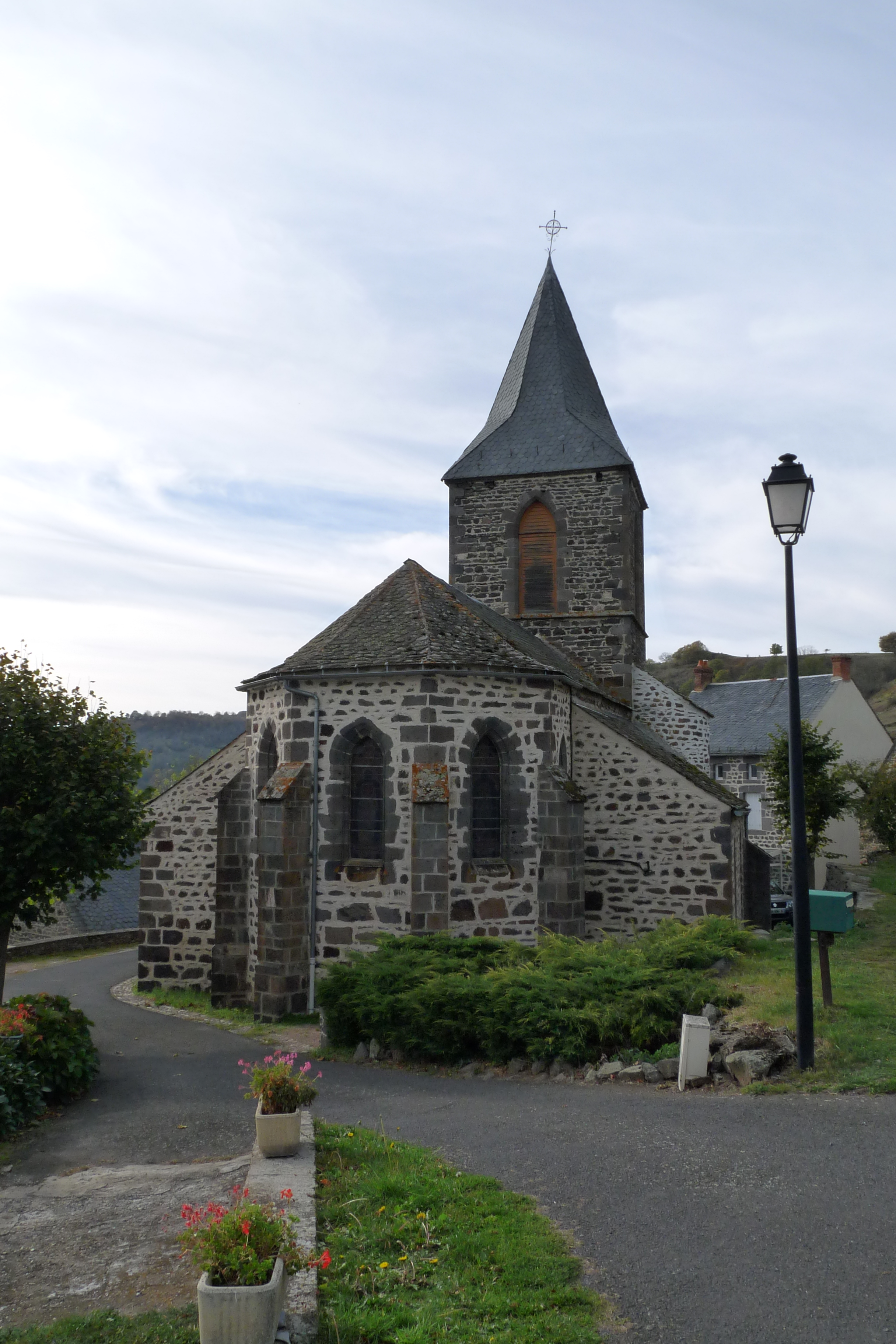
Església de Saint-Cyr-et-Sainte-Juliette
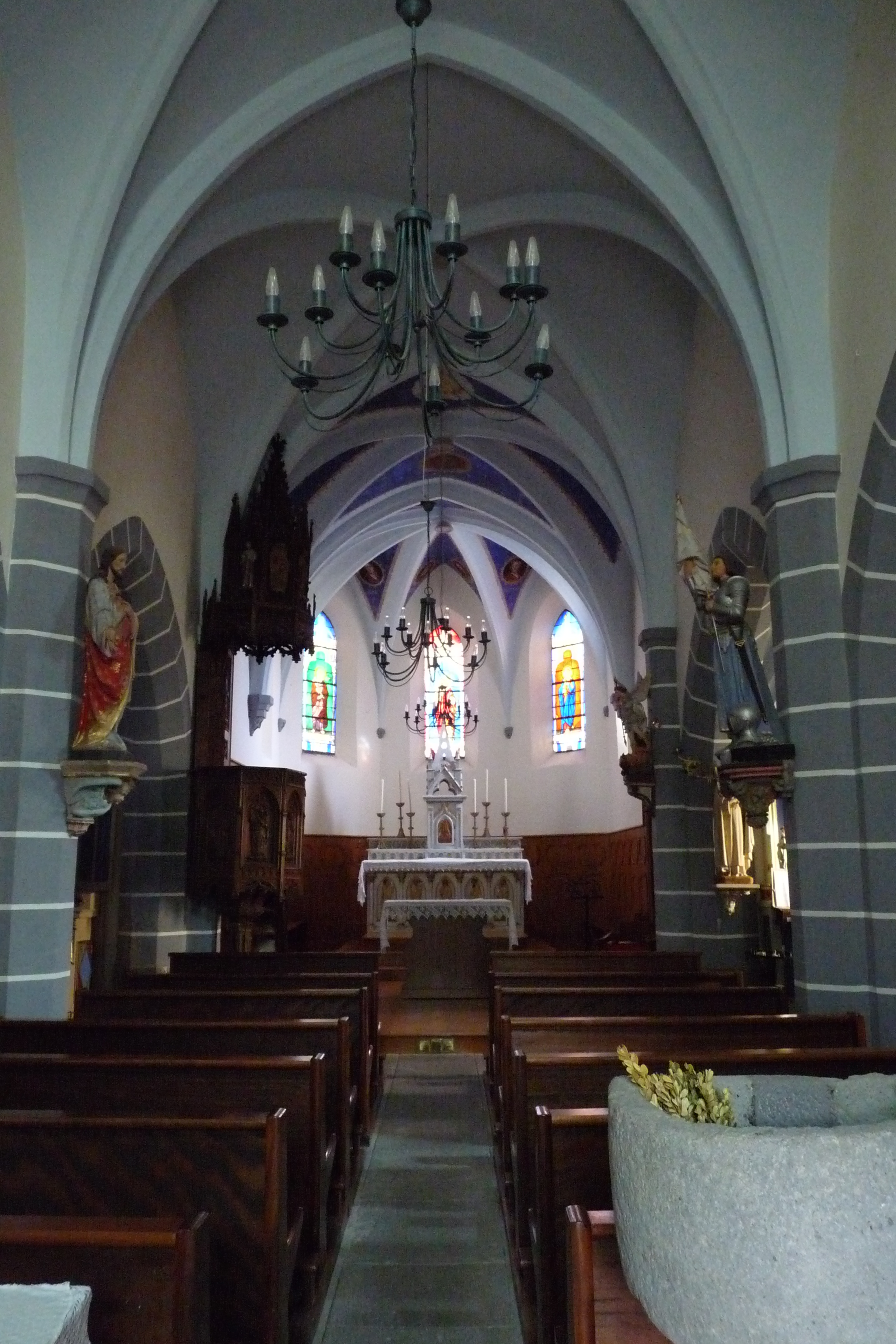
interior de l'esglisia
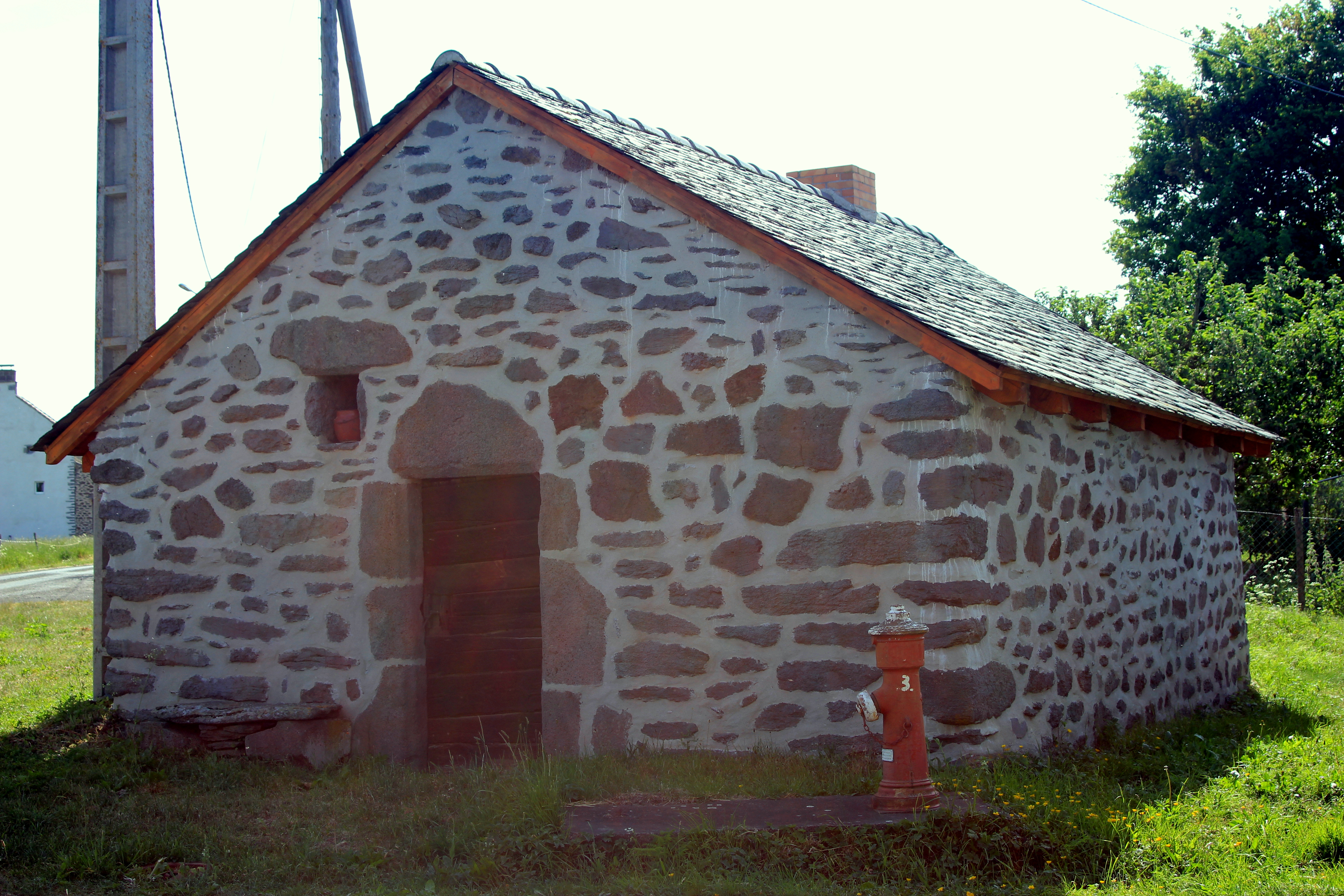
El forn banal del veïnat de La Sagne
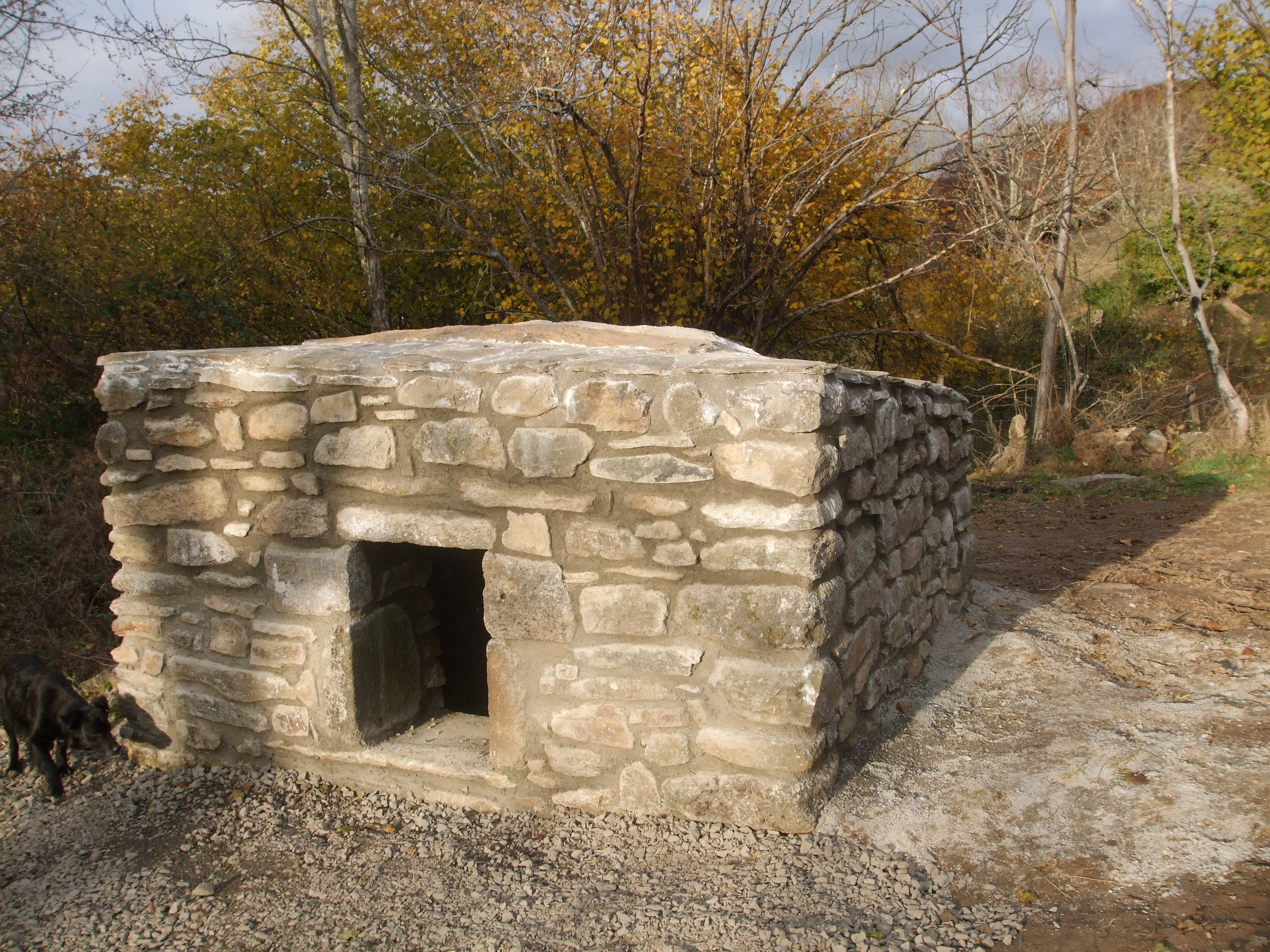
Puy carré - La Cuze
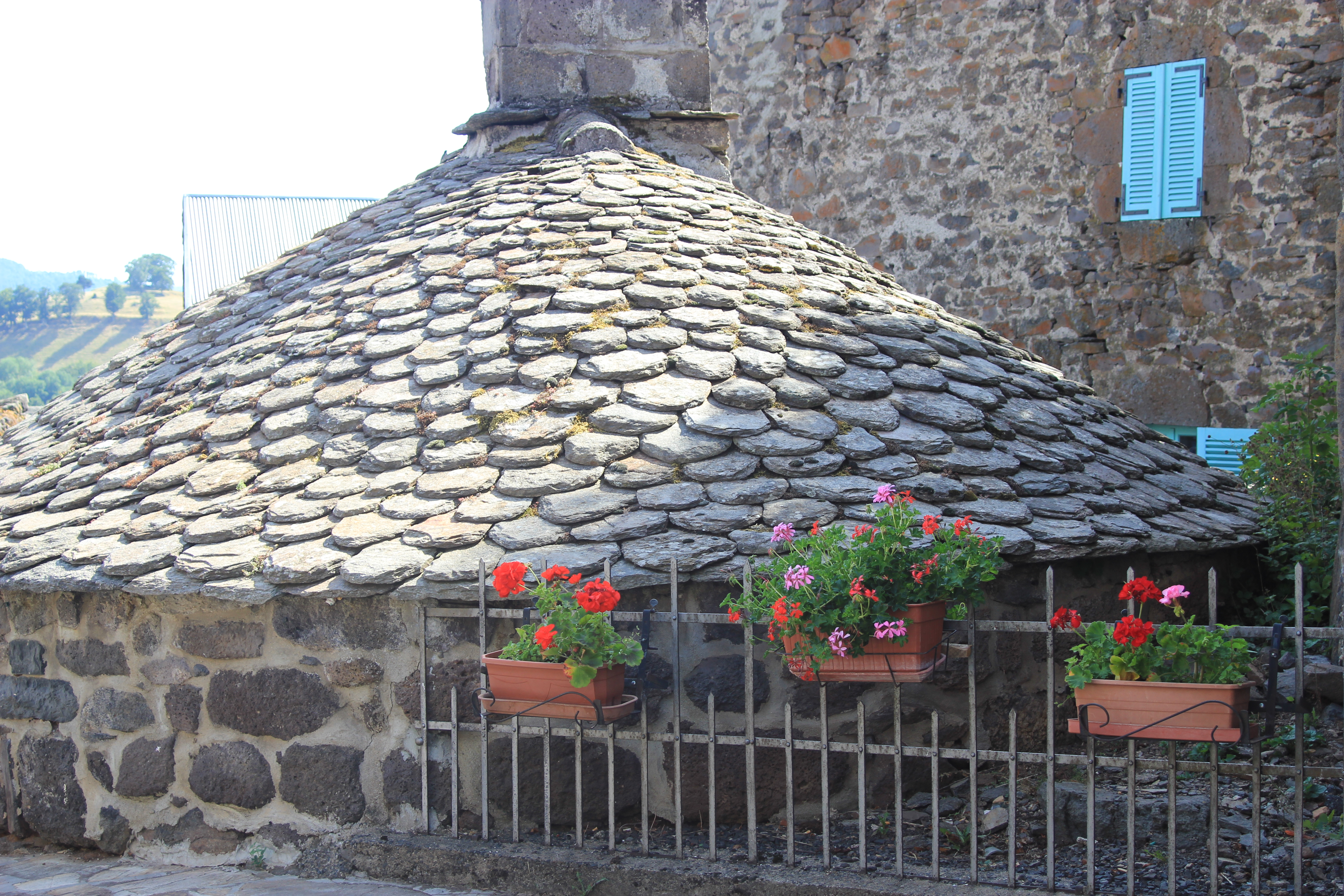
El forn banal de Charmensac